# Élections législatives de 2007 en Ille-et-Vilaine
Les élections législatives françaises de 2007 se déroulent les 10 et 17 juin 2007. Dans le département d'Ille-et-Vilaine, sept députés sont à élire dans le cadre de sept circonscriptions.

## Élus
| Circonscription | Député sortant                                     | Parti | Parti | Député élu ou réélu   | Parti | Parti     |
| --------------- | -------------------------------------------------- | ----- | ----- | --------------------- | ----- | --------- |
| 1re             | Jean-Michel Boucheron                              |       | PS    | Jean-Michel Boucheron |       | PS        |
| 2e              | Philippe Tourtelier                                |       | PS    | Philippe Tourtelier   |       | PS        |
| 3e              | Philippe Rouault                                   |       | UMP   | Marcel Rogemont       |       | diss. PS  |
| 4e              | Alain Madelin nsrp                                 |       | UMP   | Jean-René Marsac      |       | PS        |
| 5e              | Pierre Méhaignerie                                 |       | UMP   | Pierre Méhaignerie    |       | UMP       |
| 6e              | Daniel Prévost suppléant de Marie-Thérèse Boisseau |       | UMP   | Thierry Benoit        |       | UDF–MoDem |
| 7e              | René Couanau                                       |       | UMP   | René Couanau          |       | UMP       |

## Résultats

### Résultats à l'échelle du département
| Parti                                               | Parti                               | Premier tour | Premier tour | Second tour | Second tour | Sièges |
| Parti                                               | Parti                               | Voix         | %            | Voix        | %           | Sièges |
| --------------------------------------------------- | ----------------------------------- | ------------ | ------------ | ----------- | ----------- | ------ |
|                                                     | Union pour un mouvement populaire   | 166 841      | 40,39        | 149 221     | 46,36       | 2      |
|                                                     | Mouvement pour la France            | 4 027        | 0,97         |             |             | 0      |
|                                                     | Divers droite                       | 3 961        | 0,96         | 0           |             |        |
|                                                     | Majorité présidentielle             | 174 829      | 42,32        | 149 221     | 46,36       | 2      |
|                                                     |                                     |              |              |             |             |        |
|                                                     | Parti socialiste                    | 102 811      | 24,89        | 121 063     | 37,61       | 3      |
|                                                     | Les Verts                           | 19 354       | 4,68         |             |             | 0      |
|                                                     | diss. Parti socialiste              | 14 292       | 3,46         | 30 050      | 9,34        | 1      |
|                                                     | Parti communiste français           | 7 040        | 1,70         |             |             | 0      |
|                                                     | Parti radical de gauche             | 5 526        | 1,34         | 0           |             |        |
|                                                     | Gauche parlementaire                | 149 023      | 36,07        | 151 113     | 46,95       | 4      |
|                                                     |                                     |              |              |             |             |        |
|                                                     | UDF–Mouvement démocrate             | 52 435       | 12,69        | 21 534      | 6,69        | 1      |
|                                                     | Extrême gauche dont LCR, LO et PT   | 14 839       | 3,59         |             |             | 0      |
|                                                     | Front national                      | 8 386        | 2,03         | 0           |             |        |
|                                                     | Régionaliste                        | 6 254        | 1,51         | 0           |             |        |
|                                                     | Divers écologiste dont LT-LNÉ et GÉ | 4 863        | 1,18         | 0           |             |        |
|                                                     | Divers                              | 2 494        | 0,60         | 0           |             |        |
|                                                     |                                     |              |              |             |             |        |
| Inscrits                                            | Inscrits                            | 669 258      | 100,00       | 550 557     | 100,00      | 7      |
| Abstentions                                         | Abstentions                         | 249 223      | 37,24        | 216 520     | 39,33       |        |
| Votants                                             | Votants                             | 420 035      | 62,76        | 334 037     | 60,67       |        |
| Blancs et nuls                                      | Blancs et nuls                      | 6 912        | 1,65         | 12 169      | 3,64        |        |
| Exprimés                                            | Exprimés                            | 413 123      | 98,35        | 321 868     | 96,36       |        |
| Source : Ministère de l'Intérieur - Ille-et-Vilaine |                                     |              |              |             |             |        |

### Résultats par circonscription

#### Première circonscription (Rennes-Sud)
| Candidat       | Candidat                            | Parti                      | Premier tour | Premier tour | Second tour | Second tour |  |
| Candidat       | Candidat                            | Parti                      | Voix         | %            | Voix        | %           |  |
| -------------- | ----------------------------------- | -------------------------- | ------------ | ------------ | ----------- | ----------- |  |
|                | Jean-Michel Boucheron sortant réélu | PS                         | 18 668       | 42,88        | 26 541      | 65,49       |  |
|                | Marie Louis                         | UMP                        | 9 359        | 21,50        | 13 988      | 34,51       |  |
|                | Grégoire Le Blond                   | UDF–MoDem                  | 4 979        | 11,44        |             |             |  |
|                | Yannick Le Moing                    | Divers droite (Maj. prés.) | 3 250        | 7,47         |             |             |  |
|                | Mélanie Le Verger                   | Les Verts                  | 2 259        | 5,19         |             |             |  |
|                | Éric Berroche                       | PCF                        | 1 460        | 3,35         |             |             |  |
|                | Joëlle Le Guillou                   | FN                         | 887          | 2,04         |             |             |  |
|                | Bruno Leveder                       | LCR                        | 844          | 1,94         |             |             |  |
|                | Michel Gain                         | GÉ                         | 560          | 1,29         |             |             |  |
|                | Valérie Hamon                       | LO                         | 488          | 1,12         |             |             |  |
|                | Michel Vielpeau                     | Divers écologiste          | 341          | 0,78         |             |             |  |
|                | Gérard Guillemot                    | PB                         | 249          | 0,57         |             |             |  |
|                | Rodolphe Verger                     | PT                         | 129          | 0,30         |             |             |  |
|                | Jean-François Daniel                | Divers                     | 61           | 0,14         |             |             |  |
|                |                                     |                            |              |              |             |             |  |
| Inscrits       | Inscrits                            | Inscrits                   | 74 388       | 100,00       | 74 489      | 100,00      |  |
| Abstentions    | Abstentions                         | Abstentions                | 30 299       | 40,73        | 32 796      | 44,03       |  |
| Votants        | Votants                             | Votants                    | 44 089       | 59,27        | 41 693      | 55,97       |  |
| Blancs et nuls | Blancs et nuls                      | Blancs et nuls             | 555          | 1,26         | 1 164       | 2,79        |  |
| Exprimés       | Exprimés                            | Exprimés                   | 43 534       | 98,74        | 40 529      | 97,21       |  |

#### Deuxième circonscription (Rennes-Nord)
| Candidat       | Candidat                          | Parti             | Premier tour | Premier tour | Second tour | Second tour |  |
| Candidat       | Candidat                          | Parti             | Voix         | %            | Voix        | %           |  |
| -------------- | --------------------------------- | ----------------- | ------------ | ------------ | ----------- | ----------- |  |
|                | Philippe Tourtelier sortant réélu | PS                | 23 483       | 38,21        | 34 841      | 56,43       |  |
|                | Loïck Le Brun                     | UMP               | 22 793       | 37,09        | 26 902      | 43,57       |  |
|                | Anne-Marie Tirel                  | UDF–MoDem         | 6 202        | 10,09        |             |             |  |
|                | Jean-Marie Goater                 | Les Verts         | 2 803        | 4,56         |             |             |  |
|                | Valérie Faucheux                  | LCR               | 2 020        | 3,29         |             |             |  |
|                | Joël Boudier                      | FN                | 1 044        | 1,70         |             |             |  |
|                | Carol Le Trionnaire               | PCF               | 936          | 1,52         |             |             |  |
|                | Sabine de Larocque                | MPF               | 702          | 1,14         |             |             |  |
|                | Raymond Madec                     | LO                | 550          | 0,89         |             |             |  |
|                | Michel Noyer                      | Divers écologiste | 509          | 0,83         |             |             |  |
|                | Marc Verschueren                  | PT                | 164          | 0,27         |             |             |  |
|                | Xavier Chatellier                 | AL                | 143          | 0,23         |             |             |  |
|                | Sébastien Drochon                 | S&P               | 110          | 0,18         |             |             |  |
|                |                                   |                   |              |              |             |             |  |
| Inscrits       | Inscrits                          | Inscrits          | 98 110       | 100,00       | 98 092      | 100,00      |  |
| Abstentions    | Abstentions                       | Abstentions       | 35 791       | 36,48        | 35 042      | 35,72       |  |
| Votants        | Votants                           | Votants           | 62 319       | 63,52        | 63 050      | 64,28       |  |
| Blancs et nuls | Blancs et nuls                    | Blancs et nuls    | 860          | 1,38         | 1 307       | 2,07        |  |
| Exprimés       | Exprimés                          | Exprimés          | 61 459       | 98,62        | 61 743      | 97,93       |  |

#### Troisième circonscription (Rennes - Montfort)
| Candidat       | Candidat                 | Parti             | Premier tour | Premier tour | Second tour | Second tour |  |
| Candidat       | Candidat                 | Parti             | Voix         | %            | Voix        | %           |  |
| -------------- | ------------------------ | ----------------- | ------------ | ------------ | ----------- | ----------- |  |
|                | Philippe Rouault sortant | UMP               | 23 137       | 40,27        | 26 916      | 47,25       |  |
|                | Marcel Rogemont élu      | diss. PS          | 14 292       | 24,87        | 30 050      | 52,75       |  |
|                | Laurence Duffaud         | PS                | 7 220        | 12,57        |             |             |  |
|                | Jean-Paul Pincemin       | UDF–MoDem         | 5 129        | 8,93         |             |             |  |
|                | Nicole Kiil-Nielsen      | Les Verts         | 2 287        | 3,98         |             |             |  |
|                | Nicolas Beaujouan        | LCR               | 1 449        | 2,52         |             |             |  |
|                | Nidia Vanmarque          | FN                | 898          | 1,56         |             |             |  |
|                | Yannick Nadesan          | PCF               | 838          | 1,46         |             |             |  |
|                | Philippe Pommier         | MPF               | 681          | 1,19         |             |             |  |
|                | Denis Beaurain           | LT-LNÉ            | 531          | 0,92         |             |             |  |
|                | Jean-Pierre Gaudin       | LO                | 473          | 0,82         |             |             |  |
|                | Loïc Cloteau             | Divers écologiste | 404          | 0,70         |             |             |  |
|                | Monique Lasserre         | PT                | 122          | 0,21         |             |             |  |
|                |                          |                   |              |              |             |             |  |
| Inscrits       | Inscrits                 | Inscrits          | 91 317       | 100,00       | 91 321      | 100,00      |  |
| Abstentions    | Abstentions              | Abstentions       | 33 060       | 36,2         | 32 877      | 36          |  |
| Votants        | Votants                  | Votants           | 58 257       | 63,8         | 58 444      | 64          |  |
| Blancs et nuls | Blancs et nuls           | Blancs et nuls    | 796          | 1,37         | 1 478       | 2,53        |  |
| Exprimés       | Exprimés                 | Exprimés          | 57 461       | 98,63        | 56 966      | 97,47       |  |

#### Quatrième circonscription (Redon)
| Candidat       | Candidat              | Parti             | Premier tour | Premier tour | Second tour | Second tour |  |
| Candidat       | Candidat              | Parti             | Voix         | %            | Voix        | %           |  |
| -------------- | --------------------- | ----------------- | ------------ | ------------ | ----------- | ----------- |  |
|                | Loïc Aubin            | UMP               | 25 357       | 38,16        | 31 117      | 47,08       |  |
|                | Jean-René Marsac élu  | PS                | 21 062       | 31,70        | 34 983      | 52,92       |  |
|                | Philippe Cantin       | UDF–MoDem         | 7 326        | 11,02        |             |             |  |
|                | Christian Delacroix   | Les Verts         | 2 905        | 4,37         |             |             |  |
|                | Gwennola Ermel        | LCR               | 1 965        | 2,96         |             |             |  |
|                | Claude Jouault        | FN                | 1 861        | 2,80         |             |             |  |
|                | Jeanne Larue          | PRG               | 995          | 1,50         |             |             |  |
|                | Soizig de la Guérande | MPF               | 933          | 1,40         |             |             |  |
|                | Daniel Rey            | CPNT              | 860          | 1,29         |             |             |  |
|                | Émile Granville       | PB                | 847          | 1,27         |             |             |  |
|                | Wilfrid Lunel         | PCF               | 824          | 1,24         |             |             |  |
|                | Fabrice Lucas         | LO                | 773          | 1,16         |             |             |  |
|                | Jean-Luc Valentin     | Divers écologiste | 742          | 1,12         |             |             |  |
|                |                       |                   |              |              |             |             |  |
| Inscrits       | Inscrits              | Inscrits          | 109 624      | 100,00       | 109 621     | 100,00      |  |
| Abstentions    | Abstentions           | Abstentions       | 41 830       | 38,16        | 42 000      | 38,31       |  |
| Votants        | Votants               | Votants           | 67 794       | 61,84        | 67 621      | 61,69       |  |
| Blancs et nuls | Blancs et nuls        | Blancs et nuls    | 1 344        | 1,98         | 1 521       | 2,25        |  |
| Exprimés       | Exprimés              | Exprimés          | 66 450       | 98,02        | 66 100      | 97,75       |  |

#### Cinquième circonscription (Vitré)
|                | Pierre Méhaignerie sortant réélu | UMP               | 39 240  | 52,68  |  |  |  |
|                | Clotilde Tascon-Mennetrier       | PS                | 17 150  | 23,03  |  |  |  |
|                | Pierre-Yves Martin               | UDF–MoDem         | 9 801   | 13,16  |  |  |  |
|                | Éliane Leclercq                  | UDB               | 2 662   | 3,57   |  |  |  |
|                | Nadège André                     | FN                | 1 235   | 1,66   |  |  |  |
|                | Françoise Hamard                 | LO                | 807     | 1,08   |  |  |  |
|                | Geneviève Lespagnol              | PCF               | 806     | 1,08   |  |  |  |
|                | Lydie Porée                      | LCR               | 732     | 0,98   |  |  |  |
|                | Aude de la Vergne                | MPF               | 723     | 0,97   |  |  |  |
|                | Yves Le Mestric                  | PB                | 663     | 0,89   |  |  |  |
|                | Laurent Levrot                   | Divers écologiste | 662     | 0,89   |  |  |  |
|                |                                  |                   |         |        |  |  |  |
| Inscrits       | Inscrits                         | Inscrits          | 118 780 | 100,00 |  |  |  |
| Abstentions    | Abstentions                      | Abstentions       | 43 129  | 36,31  |  |  |  |
| Votants        | Votants                          | Votants           | 75 651  | 63,69  |  |  |  |
| Blancs et nuls | Blancs et nuls                   | Blancs et nuls    | 1 170   | 1,55   |  |  |  |
| Exprimés       | Exprimés                         | Exprimés          | 74 481  | 98,45  |  |  |  |

#### Sixième circonscription (Fougères)
| Candidat                          | Candidat                        | Parti                  | Premier tour | Premier tour | Second tour | Second tour |  |
| Candidat                          | Candidat                        | Parti                  | Voix         | %            | Voix        | %           |  |
| --------------------------------- | ------------------------------- | ---------------------- | ------------ | ------------ | ----------- | ----------- |  |
|                                   | Marie-Thérèse Boisseau sortante | UMP                    | 17 915       | 37,25        | 17 553      | 44,91       |  |
|                                   | Thierry Benoit élu              | UDF–MoDem              | 9 720        | 20,21        | 21 534      | 55,09       |  |
|                                   | Marie-Pierre Rouger             | Les Verts              | 9 100        | 18,92        |             |             |  |
|                                   | Jean Taillandier                | PRG                    | 4 531        | 9,42         |             |             |  |
|                                   | Françoise Dubu                  | Extrême gauche (LCR)   | 1 669        | 3,47         |             |             |  |
|                                   | Maudez Le Berre                 | PCF                    | 1 315        | 2,73         |             |             |  |
|                                   | Dominique Drouin                | FN                     | 1 044        | 2,17         |             |             |  |
|                                   | Jean Morvan                     | Divers écologiste (GÉ) | 822          | 1,71         |             |             |  |
|                                   | Thierry Derollez                | Divers droite (DLR)    | 568          | 1,18         |             |             |  |
|                                   | Dominique Guillard              | Extrême gauche (LO)    | 511          | 1,06         |             |             |  |
|                                   | Isabelle Le Pimpec              | Divers (LFA)           | 473          | 0,98         |             |             |  |
|                                   | Marie-Liesse Vilain             | MPF                    | 424          | 0,88         |             |             |  |
|                                   |                                 |                        |              |              |             |             |  |
| Inscrits                          | Inscrits                        | Inscrits               | 77 986       | 100,00       | 77 986      | 100,00      |  |
| Abstentions                       | Abstentions                     | Abstentions            | 28 573       | 36,64        | 33 968      | 43,56       |  |
| Votants                           | Votants                         | Votants                | 49 413       | 63,36        | 44 018      | 56,44       |  |
| Blancs et nuls                    | Blancs et nuls                  | Blancs et nuls         | 1 321        | 2,67         | 4 931       | 11,2        |  |
| Exprimés                          | Exprimés                        | Exprimés               | 48 092       | 97,33        | 39 087      | 88,8        |  |
| Source : Ministère de l'Intérieur |                                 |                        |              |              |             |             |  |

#### Septième circonscription (Saint-Malo)
| Candidat       | Candidat                   | Parti             | Premier tour | Premier tour | Second tour | Second tour |  |
| Candidat       | Candidat                   | Parti             | Voix         | %            | Voix        | %           |  |
| -------------- | -------------------------- | ----------------- | ------------ | ------------ | ----------- | ----------- |  |
|                | René Couanau sortant réélu | UMP               | 29 040       | 47,10        | 32 745      | 57,00       |  |
|                | Isabelle Thomas            | PS                | 15 228       | 24,70        | 24 698      | 43,00       |  |
|                | Jean-Francis Richeux       | UDF–MoDem         | 9 278        | 15,05        |             |             |  |
|                | Herri Gourmelen            | UDB               | 1 833        | 2,97         |             |             |  |
|                | Pierre Chapa               | LCR               | 1 501        | 2,43         |             |             |  |
|                | Patrick Le Guillou         | FN                | 1 417        | 2,30         |             |             |  |
|                | Jean-Charles Le Sager      | PCF               | 861          | 1,40         |             |             |  |
|                | Katia-Mireille Bileau      | CPNT              | 816          | 1,32         |             |             |  |
|                | René Ebel                  | MPF               | 564          | 0,91         |             |             |  |
|                | Édouard Descottes          | LO                | 414          | 0,67         |             |             |  |
|                | Monique Trichon            | Divers écologiste | 292          | 0,47         |             |             |  |
|                | Jean-Michel Groisier       | PT                | 228          | 0,37         |             |             |  |
|                | Jean-Claude Serre          | MNR               | 174          | 0,28         |             |             |  |
|                |                            |                   |              |              |             |             |  |
| Inscrits       | Inscrits                   | Inscrits          | 99 053       | 100,00       | 99 048      | 100,00      |  |
| Abstentions    | Abstentions                | Abstentions       | 36 541       | 36,89        | 39 837      | 40,22       |  |
| Votants        | Votants                    | Votants           | 62 512       | 63,11        | 59 211      | 59,78       |  |
| Blancs et nuls | Blancs et nuls             | Blancs et nuls    | 866          | 1,39         | 1 768       | 2,99        |  |
| Exprimés       | Exprimés                   | Exprimés          | 61 646       | 98,61        | 57 443      | 97,01       |  |